# Shiloh Indian Mounds
Shiloh Indian Mounds è un sito archeologico della Cultura del Mississippi. Si trova lungo il fiume Tennessee presso la città di Savannah nella contea di Hardin in Tennessee. I primi scavi del sito furono effettuati nel 1899 a cura del Colonnello Cornelius Cadle, che al tempo era presidente della commissione di gestione del parco di Shiloh. Il sito si trova all'interno del Shiloh National Military Park. Il sito è stato dichiarato National Historic Landmark nel 1989.

## Sito
Il sito ha una superficie di circa 33 ettari (81 acri) e si trova su un terrazzamento naturale lungo la riva ovest del Tennessee. Il sito contiene i resti di un villaggio fortificato del periodo Tardo Mississippi appartenente alla Cultura del Sud Appalachi. Nel sito si trovano sette tumuli principali ed i resti di circa 100 case costruite con la tecnica torchis. Nella zona nord, ed in quella sud del sito vi sono delle profonde forre che scendono a precipizio nel Tennessee. Nella parte ovest del sito era stata realizzata una palizzata difensiva lunga circa 300 metri. La gran parte dei tumuli e della abitazioni rinvenute giace all'interno dell'area racchiusa dalla palizzata, le forre e la scarpata lungo il Tennessee, che misura circa 19 ettari.